# روبرت أ. وليامز جونيور
روبرت أ. وليامز جونيور (بالإنجليزية: Robert A. Williams, Jr.)‏ هو مؤرخ ومحامي أمريكي، ولد في 1955.